# Osiedle Ścigały
Osiedle im. ks. F. Ścigały – osiedle mieszkaniowe w Katowicach, na obszarze dzielnicy Bogucice, w rejonie ulicy ks. F. Ścigały. Osiedle powstawało w latach 1975–1980 i jest w zarządzie Katowickiej Spółdzielni Mieszkaniowej. Osiedle to nosi imię ks. Franciszka Ścigały – proboszcza bogucickiej parafii św. Szczepana.
Osiedle powstawało w głównej mierze w latach 1975–1980 (lub w latach 1974–1975), lecz pierwsze budynki zarządzane przez KSM w ramach osiedla ks. F. Ścigały powstały w 1961 roku – są to budynki na rogu ulicy Kopalnianej i ks. L. Markiefki, natomiast dwa lata później zostały wybudowane bloki przy ul. ks. F. Ścigały 2-8. W zarządzie KSM jest jeszcze blok przy ulicy W. Wajdy 23-27, powstały w latach 70. XX wieku. Zabudowa w rejonie ulic ks. F. Ścigały i Nadgórników zaczęła powstawać w 1975 roku. Wówczas to ukończono budowę czterech pierwszych bloków, a ostatni blok powstał w 1980 roku. Osiedle to wybudowano z przeznaczeniem dla górników kopalni Katowice i ich rodzin. Pod jego budowę zlikwidowano znaczną część ogródków działkowych, wyburzono część starej zabudowy Bogucic i zmodyfikowano układ ulic w jego rejonie, modyfikując przebieg ul. ks. F. Ścigały i likwidując ulicę Klasztorną.
Osiedle ks. F. Ścigały jest zarządzane przez Administracja Osiedla im. ks. F. Ścigały Katowickiej Spółdzielni Mieszkaniowej i w ramach tej administracji zarządza ona łącznie 18 budynkami z 777 mieszkaniami o łącznej powierzchni użytkowej 41 436 m². Dodatkowo znajduje się na osiedlu 10 lokali użytkowych, kioski i garaże. Najbliższy przystanek autobusowy znajduje się przy ulicy ks. L. Markiefki – Bogucice Markiefki, z którego odjeżdżają autobusy ZTM łączące rejon osiedla z różnymi częściami Katowic.
Na rzecz mieszkańców osiedla ks. Ścigały działa Stowarzyszenie Nasze Osiedle Ścigały. W 2001 roku w okołomiejskim konkursie na Najpiękniejszy ogród Katowic osiedle ks. Ścigały zdobyło III miejsce. Rzymskokatoliccy mieszkańcy osiedla ks. F. Ścigały przynależą do pobliskiej parafii św. Szczepana.